# Hayden Dalton
Pour les articles homonymes, voir Dalton.
Hayden Dalton, né le 20 juin 1996 à Parker au Colorado, est un joueur américain de basket-ball évoluant au poste d'ailier.

## Biographie

### Carrière universitaire
Entre 2015 et 2018, il joue pour les Cowboys du Wyoming.

### Carrière professionnelle

#### Bakken Bears (2018-2019)
Le 21 juin 2018, lors de la draft 2018 de la NBA, il n'est pas sélectionné. Il participe ensuite à la Summer League de Las Vegas avec les Nuggets de Denver mais il n'y dispute qu'un match qu'il termine avec six points, cinq rebonds en 18 minutes.
Durant l'été 2018, il signe son premier contrat professionnel avec le club danois des Bakken Bears.

#### ČEZ Basketball Nymburk (2019-2021)
Le 9 août 2019, il part en République tchèque où il signe pour le ČEZ Basketball Nymburk.

#### JL Bourg (2021)
Le 7 octobre 2021, il arrive en France et signe avec la JL Bourg.

## Statistiques

### Universitaires
| Saison    | Équipe             | Matchs | Titul. | Min./m | % Tir | % 3pts | % LF | Rbds/m. | Pass/m. | Int/m. | Ctr/m. | Pts/m. |
| --------- | ------------------ | ------ | ------ | ------ | ----- | ------ | ---- | ------- | ------- | ------ | ------ | ------ |
| 2014-2015 | Central Wyoming CC | -      | -      | -      | -     | -      | -    | -       | -       | -      | -      | -      |
| 2015-2016 | Wyoming            | 29     | 1      | 14,8   | 42,1  | 27,8   | 78,3 | 3,28    | 1,00    | 0,28   | 0,45   | 3,79   |
| 2016-2017 | Wyoming            | 38     | 3      | 26,8   | 43,3  | 34,4   | 83,4 | 8,26    | 2,61    | 0,39   | 0,89   | 12,24  |
| 2017-2018 | Wyoming            | 33     | 33     | 33,3   | 45,8  | 40,3   | 83,8 | 7,85    | 2,61    | 0,94   | 0,48   | 17,70  |
| Carrière  | Carrière           | 100    | 37     | 25,4   | 44,4  | 36,9   | 82,9 | 6,68    | 2,14    | 0,54   | 0,63   | 11,59  |